# Bílá noc (kulturní událost)

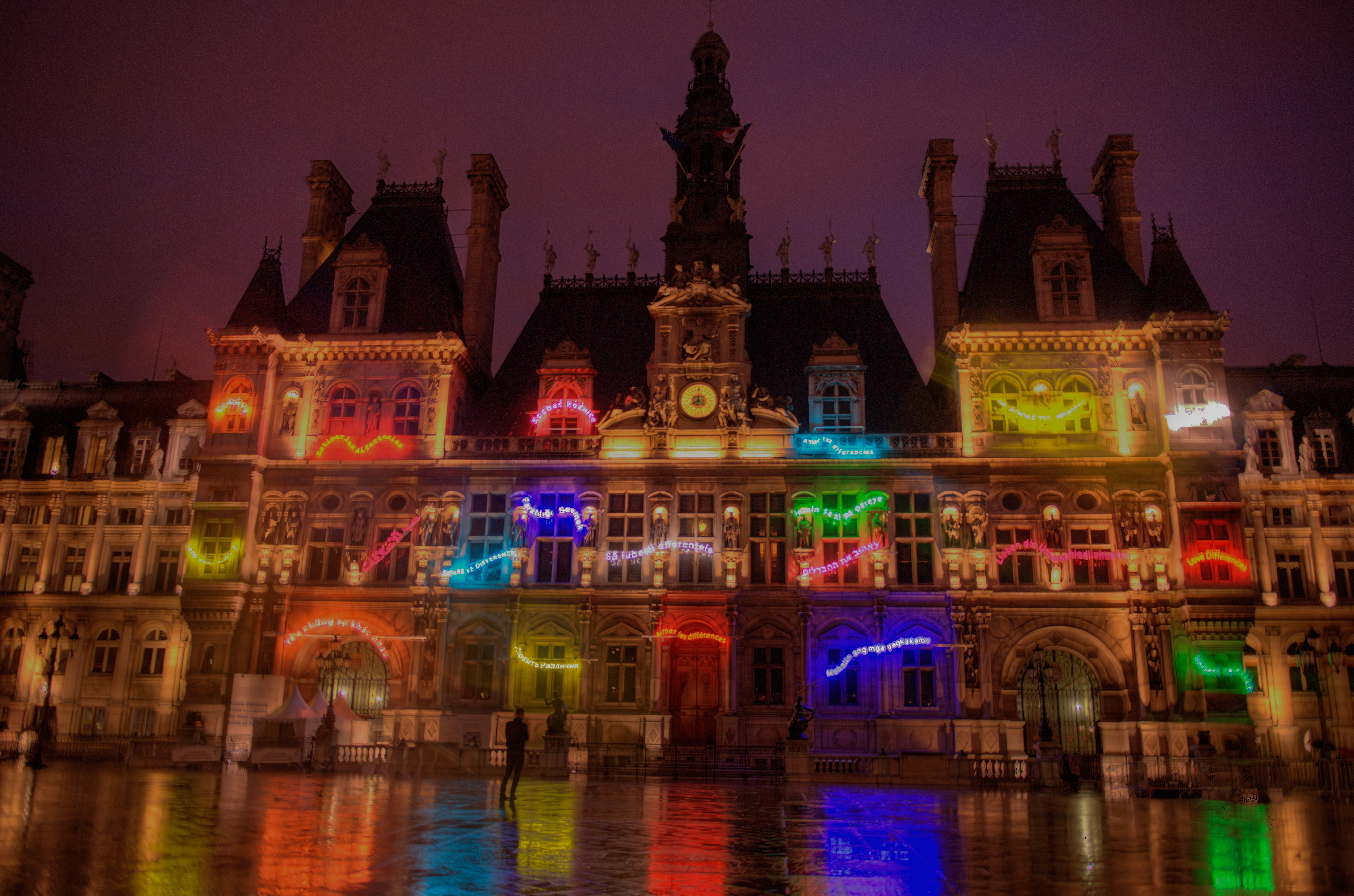
Výzdoba pařížské radnice během Bílé noci 2010

Bílá noc je každoroční kulturní událost pořádaná během noci v mnoha zemích Evropy i jinde ve světě. Obvykle nabízí bezplatné vstupy do muzeí a jiných kulturních institucí ať veřejné nebo soukromé a používá tyto lokality pro výstavy nebo umělecké performance. Hlavní zásady jsou již mnoho let, zejména v severských zemích. Nicméně ve své současné podobě byl tento koncept představen poprvé v Paříži v roce 2002 a od té doby se rozšířila do mnoha dalších měst jako Řím, Montreal, Toronto, Brusel, Madrid, Lima nebo Leeds. Svou náplní částečně odpovídá Muzejní noci nebo Noci kostelů v německy mluvících zemích.

## Terminologie
Některá města používají původní francouzský termín Nuit Blanche (což v přeneseném slova smyslu znamená i probdělá noc) nebo Nuits blanches (tj. Bílé noci) v případě, že událost trvá déle než jednu noc. Jinde se používají odpovídající názvy ve vlastním jazyce: White Nights anglicky, Notte Bianca italsky, Noche en Blanco španělsky, Noaptea alba rumunsky, Balta Nakta lotyšsky, Biela noc slovensky. Jinde si organizátoři vymysleli své vlastní názvy jako Lejl Imdawwal (Osvětlená noc) v maltštině, Virada Cultural (Kulturní obrat) v portugalštině, Taiteiden yö (Noc umění) ve finštině nebo Kulturnatten (Noc kultury) v dánštině.

## Historie

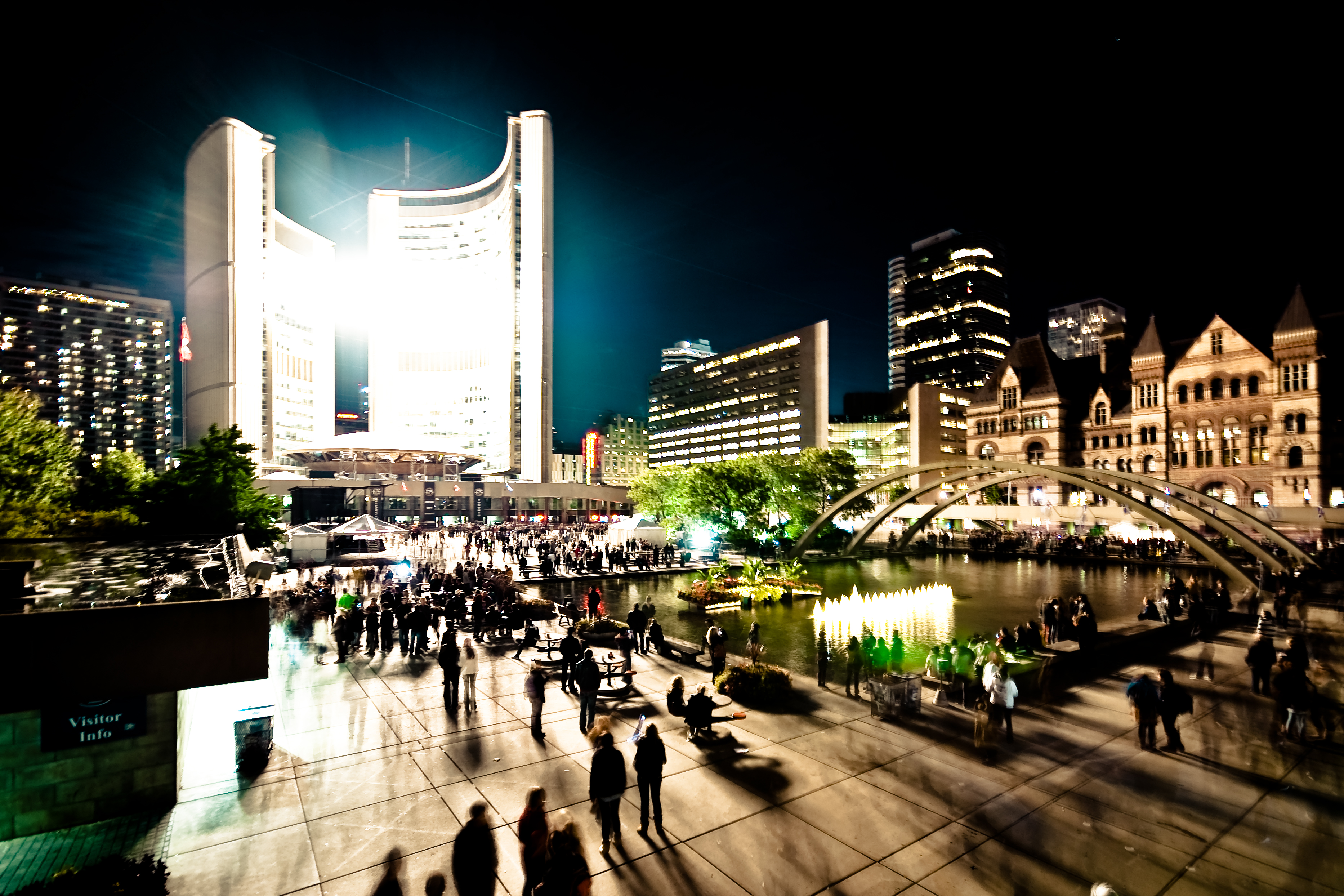
Bílá noc v Torontu před radnicí (2009)

V Nantes v letech 1990-1995 probíhal festival Allumées, kdy se během říjnového týdne konaly různé kulturní akce na neobvyklých místech. V roce 1997 proběhla v Berlíně první Muzejní noc.
První Bílá noc se uskutečnila v Paříži v roce 2002, kde ji prosadil starosta Bertrand Delanoë. Hlavní principy festivalu byly následující: odehrává se v noci ze soboty na neděli až do časných ranních hodin a představuje umění v místech, která nejsou veřejnosti běžně přístupná nebo jejichž prvotní funkce není umělecká. Festival se každoročně opakuje ve stejnou dobu s jiným programem.
Od té doby se akce rozšířila z Paříže i do dalších měst. V roce 2003 se v Římě v polovině září uskutečnila první Notte Bianca. V roce 2005 se podobné akce konaly rovněž v dalších italských městech jako Neapol, Janov, Turín, Reggio de Calabria a Catanzaro a v anglickém Leedsu se konala první Light Night.
V roce 2003 Montreal hostil první Bílou noc v Severní Americe inspirovanou Paříží. O rok později uspořádalo Bílou noc i Toronto. Podobná akce se konala i ve Vallettě na Maltě.
V roce 2007 se konala obdobná akce v Chicagu v květnu pod názvem Looptopia. V roce 2008 se v polovině května v Limě konala Noche en Blanco. Podobný festival uspořádal i Soul v srpnu a Santa Monica 19. července, ve Francii pak město Mety. V roce 2009 několik britských měst uspořádalo festival Light Night. Dne 2. října 2010 byla uspořádána první Bílá noc v Košicích na Slovensku.

## Bílé noci v Paříži
Rozpočet pro rok 2007 činil zhruba 1,65 miliónu €, z čehož 1,15 miliónu zaplatilo město Paříž a 500 000 € činila podpora soukromých partnerů. Akci navštívily 2 milióny návštěvníků.
Od roku 2004 má během akce linka 14 pařížského metra celonoční provoz a také autobusové linky noctilien mají zvláštní jízdní řády.
Bílé noci se neobešly bez incidentů. V roce 2002 při prvním ročníku byl starosta Bertrand Delanoë napaden a pobodán útočníkem. V roce 2007 skupina pěti lidí vylomila dveře v muzeu Orsay a způsobila škodu, zejména na plátně Most u Argenteuil Clauda Moneta.